# Schiller Institute
Lo Schiller Institute è un think tank politico ed economico internazionale, parte del Movimento LaRouche.
Fondato da Lyndon LaRouche, ha diffusione internazionale, si ispira al "Poeta della Libertà" Friedrich Schiller.